# Tiếng Friuli
Tiếng Friuli hay Friula (furlanⓘ hay, thân mật hơn, marilenghe trong tiếng Friuli, friulano trong tiếng Ý, Furlanisch trong tiếng Đức, furlanščina trong tiếng Slovene) là một ngôn ngữ Rôman thuộc về nhánh Rhetia-Rôman, được nói tại vùng Friuli tại đông bắc Ý. Tiếng Friuli có khoảng 600.000 người nói, đa phần cũng nói được tiếng Ý. Nó đôi khi cũng được gọi là tiếng Đông Ladin vì có cùng nguồn gốc với tiếng Ladin, nhưng, qua nhiều thế kỷ, tiếng Friuli ngày càng trở nên khác biệt dưới ảnh hưởng của những ngôn ngữ lân cận, gồm tiếng Đức, tiếng Ý, tiếng Venetia, và tiếng Slovene. 